# Clive Bunker
Pour les articles homonymes, voir Bunker.
Clive William Bunker (né le 12 décembre 1946 à Luton dans le Bedfordshire) est un musicien britannique. Il fut le batteur du groupe Jethro Tull depuis sa formation en 1967 jusqu'en 1971. Il l'a  quitté après la sortie de leur 4e album Aqualung à cause de la nouvelle direction progressive empruntée par le groupe qui s'éloignait ainsi de ses origines blues. Il  est remplacé par Barriemore Barlow, un ami du chanteur-flûtiste Ian Anderson.

## Carrière
Clive joue avec son premier groupe The Warriors au début des années 1960, puis forme Jensen's Moods qui changera éventuellement de nom pour devenir McGregor's Engine avec le guitariste Mick Abrahams, le chanteur Pete Fensome et le bassiste Andy Pyle. Alors que McGregor's Engine joue en première partie du John Evan Band lors d'un concert, leur chanteur Ian Anderson remarque le talent du guitariste Mick Abrahams. Après la dissolution du John Evan Band, Ian Anderson forme Jethro Tull avec son ami le bassiste Glenn Cornick, c'est tout naturellement qu'il fait appel à Mick Abrahams, ce dernier amène avec lui le batteur Clive Bunker.   
Après avoir quitté Jethro Tull, Clive joue pendant une courte période avec le groupe Jude, formé du chanteur Frankie Miller, du guitariste Robin Trower ex-Procol Harum et du bassiste Jim Dewar. Ne considérant pas la musique comme une activité à plein temps, Clive Bunker se lance dans d'autres occupations dont la gestion d'une ferme près de Luton et l'élevage de chiens.   
En 1974 toutefois, il revient à la musique en rejoignant Mick Abrahams (qui a quitté Jethro Tull en 1969 à la suite d'un différend avec Ian Anderson à propos de l'avenir du groupe) au sein de Blodwyn Pig pour quelques tournées : l'album Live At The Marquee Club London 1974 témoigne de cette époque.  
En 1976 et 1977, il accompagne Steve Hillage en tournée et on peut ainsi le retrouver sur la réédition de l'album Green sorti en 2007, celui-ci contenant des pièces enregistrées en concert, dont une au Rainbow de Londres en 1977 avec Clive, Not Fade Away (Glid Forever).  
En 1979, il joue des percussions sur la pièce Cactus Boogie du deuxième album solo de Steve Howe le guitariste de Yes, The Steve Howe Album. La même année, il est le batteur invité sur l'album Valley of the Dolls du groupe Generation X avec Billy Idol au chant. 
De 1983 à 1985, il rejoint Electric Sun, le groupe d'Ulrich Roth avec qui il enregistre l'album Beyond the Astral Skies sur lequel il joue de la batterie et des timbales.  
En 1991, Clive Bunker joue avec Manfred Mann's Earth Band et fait une tournée avec le groupe en 1993. Et toujours en 1993, Bunker retrouve Mick Abrahams qui a reformé Blodwyn Pig et joue sur deux chansons de l'album studio Lies produit en 1994. Puis il remet les couverts en 1996 lorsqu'il joue les percussions sur l'album Pig in the Middle.  
En 1998, Clive produit un album solo, Awakening avec Ian Anderson et Martin Barre qui remplaça Abrahams au poste de guitariste chez Jethro Tull. 
En 2005, il commence une collaboration avec le groupe italien Beggar's Farm, qui reprend des pièces de Jethro Tull, sur l'album Diving in the past avec l'ex-PFM et Acqua Fragile, Bernardo Lanzetti au chant. Puis en 2007, il joue sur l'album Itullians, avec les ex-Jethro Tull Mick Abrahams à la guitare, Jonathan Noyce à la basse et à nouveau Bernardo Lanzetti au chant. Et en juillet 2016, il participe au Festival Prog de Gênes en Italie, toujours avec Beggar's Farm qui reprend des chansons de Jethro Tull en concert.
Du 20 au 22 août 2021, Clive Bunker et d'anciens membres de Jethro Tull, le guitariste Martin Barre et la claviériste Dee Palmer, rejoueront l'album Aqualung dans sa totalité lors du New Day Festival au Mt Ephraim Gardens à Faversham dans le Kent.

## Discographie

### Solo
- 1998 : Awakening - Avec Ian Anderson et Martin Barre.

### Jethro Tull

#### Albums studio
- 1968 : This Was
- 1969 : Stand Up
- 1970 : Benefit
- 1971 : Aqualung

#### Albums live
- 2002 : Living with The Past - Joue sur Some Day the Sun Won't Shine for You
- 2004 : Nothing Is Easy: Live at the Isle of Wight 1970
- 2015 : Live at Carnegie Hall 1970
- 2020 : Live in Sweden '69

#### Compilations
- 1972 : Living in the Past
- 1976 : M.U. – The Best of Jethro Tull
- 1977 : Repeat – The Best of Jethro Tull – Vol II
- 1985 : Original Masters
- 1988 : 20 Years of Jethro Tull - Coffret 3 CD
- 1988 : 20 Years of Jethro Tull: Highlights
- 1993 : 25th Anniversary Box Set - Coffret 4 CD
- 1993 : The Best of Jethro Tull – The Anniversary Collection - 2 CD
- 1998 : Through the Years
- 2001 : The Very Best Of Jethro Tull
- 2003 : Essential
- 2007 : The Best of Acoustic Jethro Tull
- 2018 : 50 For 50 - Coffret 3 CD
- 2018 : 50th Anniversary Collection

### Steve Howe
- 1979 : The Steve Howe Album - Percussions sur Cactus Boogie

### Generation X
- 1979 : Valley of the Dolls - Musicien invité

### Aviator
- 1979 : Aviator
- 1980 : Turbulence

### Steve Hillage
- 1976 : BBC Old Grey Whistle Test 2/11/76 - Joue sur Hurdy Gurdy Glissando
- 1979 : Live Herald - Joue sur Salmon Song, The Dervish Riff, Castles In The Clouds et Hurdy Gurdy Man. Ces chansons furent enregistrées lors d'un concert au Rainbow Theatre de Londres le 26 mars 1977.
- 2007 : Green - Version rééditée de l'album parut initialement en 1978, avec des pièces bonus enregistrées lors d'une tournée subséquente, dont une au concert du Rainbow de Londres, Not Fade Away (Glid Forever) avec Clive à la batterie.

### Electric Sun Uli Jon Roth
- 1985 : Beyond the Astral Skies

### Blodwyn Pig
- 1994 : Lies - Joue sur I Wonder Who et All Said And Done.
- 1996 : Pig in the Middle - Percussions.
- 1997 : Live At The Lafayette - Batterie.
- 2000 : The Basement Tapes - Joue sur 8 des 11 chansons de l'album.
- 2002 : Live At The Marquee Club London 1974 - Batterie.
- 2011 : All Said And Done
- 2013 : Pigthology

### Manfred Mann's Earth Band
- 1996 : Soft Vengeance

### Solstice
- 1997 : Circles
- 2002 : The Cropredy Set

### Beggar's Farm
- 2005 : Diving in the Past - Avec Bernardo Lanzetti, anciennement des groupes progs italiens Acqua Fragile et Premiata Forneria Marconi (PFM).
- 2007 : Itullians - Avec Bernardo Lanzetti, Mick Abrahams, Jonathan Noyce.